# Eumerus excisus
Eumerus excisus är en tvåvingeart som beskrevs av Goot 1968. Eumerus excisus ingår i släktet månblomflugor, och familjen blomflugor.
Artens utbredningsområde är Frankrike. Inga underarter finns listade i Catalogue of Life.